# 斉藤遥海
斉藤 遥海（さいとう はるか、1999年9月15日 - ）は、日本の女優、アイドル。千葉県出身。ヴェルヴェットマネージメント所属。アイドルユニット、苺☆シアターのメンバー。愛称は、はるる。趣味はアニメ鑑賞、スキューバダイビング。

## 来歴
- 小学6年生の頃、原宿で現在所属の芸能事務所ヴェルヴェットマネージメントにスカウトされる。

## 出演作品

### テレビ
- NHK Eテレ ビットワールド（2012年度） - アリス 役

### 映画
- 渇き。（2014年）

### テレビCM
- 明光義塾 「受験対策すごいでしょ」篇（2013年）
- 富士通 「あなたの未来に。富士通の技術」クラウド篇（農業）（2013年 - ）
- 日本マクドナルド 夏のマックFes!「マックフロート＆マックフルーリーミントオレオ」篇（2014年）

### 雑誌
- ガールズステージ Vol.1（2012年）
- CM NOW誌上バーチャルCMオーディション（2013年）
- CM NOW誌上バーチャルCMオーディション第3回グランプリ受賞（2013年）